# نقطه عطف

نمودار با نقطهٔ عطف که همزمان یک نقطه زینی نیز هست.

تغییر رنگ شیب مماس بر منحنی f(x) = sin(2x) در بازه π/4− تا 5π/4 هنگام گذر از نقاط عطف

در حساب دیفرانسیل و هندسه دیفرانسیل، یک نقطهٔ عطف (به انگلیسی: Inflection point)، نقطه‌ای بر روی یک منحنی مسطح است که خمیدگی آن خم در آن نقطه تغییر جهت می‌دهد. در واقع در نقطهٔ عطف جهت تقعر عوض می‌شود و برعکس، نقطه‌ای که جهت تقعر منحنی تابع تغییر می‌کند (به‌شرط یکتا بودن مشتق در آن {\displaystyle f'_{+}(a)=f'_{-}(a)})، نقطهٔ عطف است.
به عبارت دیگر علامت مشتق دوم یک تابع، قبل و بعد از نقطهٔ عطفش بر روی تابع تغییر می‌کند. (مثبت به منفی یا بالعکس).